# اللغة البطحرية
 يتحدث البطحرية حدود 200 بطحري كما في إحصاء عمان عام 2011م، ويقطنون جنوب عمان مقابل جزر الحلانيات (خوريا موريا). تعتبر البطحرية من اللغات المهددة بالانقراض لأن الناطقين بهذه اللغة يتحولون مع مرور الوقت إلى ناطقين باللغة العربية، وبعضهم إلى متحدثين باللغات المحيطة بهم كالمهرية والشحرية.
تصنيف اللغة البطحرية:
    عائلة اللغات الأفروآسيوية <← فصيلة اللغات السامية <← اللغات السامية الغربية <← اللغات السامية الجنوبية <← اللغة العربية الجنوبية القديمة <← البطحرية.
كتابة اللغة البطحرية:
البطحرية لغة محكية فقط وليست مكتوبة، وإنما يوثقها الباحثون لغرض الدراسة بطريقة صوتية وفق الألفبائية الصوتية الدولية (IPA). تراث اللغة البطحرية لا يزال شفهي وغير مدون، وستكون اللغة معرضة للانقراض في العقود المقبلة.